# Gynäkotropie
Der Begriff Gynäkotropie (Synonym: Gynäkotropismus) bedeutet, dass von einer medizinischen Abweichung (etwa in Bezug auf eine Chromosomenbesonderheit, Krankheit oder Fehlbildung) bevorzugt das weibliche Geschlecht betroffen ist. Das bedeutet, dass die Abweichung bei Mädchen und Frauen häufiger auftritt und damit das Geschlechterverhältnis deutlich unausgeglichen ist. Die Entsprechung zu Gynäkotropie beim männlichen Geschlecht ist Androtropie.
Eine Gynäkotropie kann vielfältige Ursachen haben. In vielen Fällen können genetische oder hormonelle Unterschiede identifiziert werden. Weiterhin können Krankheiten bei Männern und Frauen unterschiedlich in Erscheinung treten, was dazu führen kann, dass sie bei einem Geschlecht häufiger diagnostiziert werden. Zudem neigen Frauen und Männer im Durchschnitt zu unterschiedlichem Gesundheits- und Risikoverhalten.
Beispiele für medizinische Abweichungen mit einer Gynäkotropie sind: 
- Multiple Sklerose,
- Aicardi-Syndrom,
- Anenzephalie, Holoprosenzephalie,
- Edwards-Syndrom (Trisomie 18),
- Susac-Syndrom, Pierre-Robin-Sequenz,
- Cri-du-chat-Syndrom, Rett-Syndrom (bisher nur bei Mädchen beobachtet, Stand 1993),[3]
- Albright-Syndrom (McCune-Albright(-Sternberg)-Krankheit),
- Acanthosis nigricans, Sneddon-Syndrom, Dermatosis papulosa nigra,
- Bloch-Sulzberger-Syndrom, Stilling-Tuerk-Duane-Syndrom, Lupus erythematodes (systemisch),
- Antiphospholipid-Syndrom (Hughes-Syndrom), Dermatomyositis, Sjögren-Syndrom,
- Hashimoto-Thyreoiditis und weitere Autoimmunkrankheiten.[4]